# 嘎卜魯阿
嘎夫魯阿，是台灣拉阿魯哇族傳說中的小人种族，他們和族人和平相處，並且贈與他們重要的聖貝，成為聖貝祭的起源。

## 傳說
傳說中拉阿魯哇族的祖先在洪水時期和鄒族、卡那卡那富族是同一個社的人，直到洪水退去後才分道揚鑣，其中拉阿魯哇族的祖先往東走，遷移到嘎卜魯阿住的地區，而當地的嘎卜魯阿也很歡迎他們，讓他們住、給他們食物、教他們農耕技術，兩族相處融洽。
但後來因為拉阿魯哇族繁殖較快，當地已經逐漸容納不下他們，所以他們打算離開，嘎卜魯阿相當捨不得他們，所以就把自己族裡最重要的貝神（takiarʉ）送給拉阿魯哇族的祖先，交代他們要把貝神奉為自己的神來祭拜，成為聖貝祭的來源。
另有傳說認為一開始拿到聖貝的只有美壠（Vilanganʉ）社的人，排剪（Paiciana）社、雁爾（Hlihlara）社和塔蠟（Talicia）社羨慕他們有聖貝可以舉辦盛大的祭祀，因此趁機偷了一些回去，但也不敢太招搖讓美壠社的人發現，因此在重要的聖貝薦酒環節只敢在室內舉行，成為各個社的聖貝祭差異的原因。

## 住處
傳說嘎卜魯阿住在今拉阿魯哇族居住地的東方，一個叫做沙蘇納（：日昇之地；東方之山）的地方，那個地方又被稱作拉蘇納（rasunga）。

## 紀念
拉阿魯哇族相當感謝嘎卜魯阿對自己的照顧，不僅在聖貝祭時舉辦盛大祭典，還有許多相關歌謠，當代族人另有創作一首感謝他們的歌曲：〈拉阿魯哇族hlasʉnga族歌〉，該族歌還被列為母語教材之一。

## 其他傳說
事實上，也有部分傳說認為嘎卜魯阿是族人的敵人，和遷徙中的族人交戰戰敗之後往東方逃竄、或是黏合化的傳說，但以上說法多屬異說，而在卡那卡那富族、鄒族的傳說中，也有嘎卜魯阿是食人族的說法；布農族則認為嘎卜魯阿就是阿美族。
而拉阿魯哇族本身，也有嘎卜魯阿是矮人、身高普通者或是阿美族人的說法，但目前以矮人為主。